# Орися Матешук
Орися (Ірина) Грицина, у шлюбі Матешук (псевдо: «Маківка», «Бистриця»; нар. 22 січня 1929, с. Теребежі, Тернопільське воєводство, нині Буський район, Львівська область — 29 грудня 2018, Львів) — учасниця національно-визвольних змагань, членкиня ОУН, воячка УПА, Політичний в'язень, письменниця, Почесна громадянка Буського району.

## Життєпис
Орися Грицина народилася в с. Теребежі поблизу містечка Олеська. Батько Андрій був заможним господарем, мати Бронислава (до шлюбу Косинська) походила із збіднілої української шляхти. Батько боровся за незалежність України в лавах січових стрільців, як воїн Української галицької армії, організував у рідному селі осередок «Просвіти», був його головою. Обоє були відомими на той час громадськими діячами. Старший брат Роман загинув за волю України 1944 року.
У 1939 р. через страх депортації після приходу «перших совітів» батьки переїхали до Львова. Орися навчалася у львівській середній школі № 5, де в час російської окупації розгорнулася широка підпільна діяльність. У 1945 р. дівчина увійшла до Спілки української молоді, згодом — до ОУН (псевдо «Маківка», згодом змінила на «Бистриця»). Виконувала різні завдання підпілля. За наказом Проводу ОУН з метою конспірації перейшла у львівську залізничну середню школу № 3, яку закінчила 1947 року. Того ж року вступила на факультет української філології Львівського університету. 
У жовтні 1947 року вперше заарештована, у вересні 1948 року заарештована вдруге. Понад рік перебувала під слідством у львівській тюрмі на Лонцького. 
22 березня 1949 року Військовий трибунал МВС Львівської області засудив Орисю Грицину за ст. 54-1 «а» КК УРСР до 25 років позбавлення волі у виправно-трудових таборах.
Після суду декілька місяців перебувала в тюрмі «Бриґідки», згодом — у київській пересильній тюрмі, звідки етапована до таборів ГУЛАГу. Покарання відбувала в Комі АР у таборах суворого режиму в Інті й Абезі, у Казахстані (Карабас). Орися Грицина писала: 
|  | «Вкраїні рідній присягала Служити вірно все життя. В бою за волю обіцяла Боротись поруч із УПА». |

Її вірші підносили дух українських хлопців і дівчат, надихали на боротьбу з ворогами України.
1955 року звільнена під час «хрущовської відлиги», проте проблеми залишилися. Повернулася, хвора, у Львів до батьків. Однак батьків невдовзі після її приїзду виселили з їхнього помешкання просто на вулицю. Поновитися в університеті також не дозволили.
Вдалося вступити до культосвітнього технікуму, а згодом і заочно закінчити Харківський бібліотечний інститут. Працювала бібліографкою у бібліотеках Львова.
У 1956 р. одружилася з колишнім політв'язнем, відомим хірургом Ростиславом Матешуком. 1957 року народила доньку Лесю, нині професорку Львівського національного медичного університету імені Данила Галицького, авторку першого україномовного підручника з нормальної анатомії. Чоловік помер у березні 2006 року, за кілька днів до їхнього золотого весілля.
З початком національного відродження Орися Грицина-Матешук очолила Львівський клуб репресованих імені Михайла Сороки (1989—1995 рр.), який брав активну участь у становленні незалежної Української Держави. Орися Матешук була авторкою відозв і прокламацій клубу репресованих.
Знайшла себе в письменницькій діяльності. Деякі її вірші покладено на музику.
Брала активну участь у створенні цвинтарного меморіалу «Ми вмерли, щоб Україна жила» в містечку Олеську, була активною в Товаристві «Просвіта».
Девізом життя Орисі Матешук були її слова: «За волю рідної країни віддать готова я життя».
Померла 29 грудня 2018 року у Львові.

## Доробок
- «Відважні, щирі, неповторні» (2003, збірка поезій);
- «Незабутня Софія Караффа-Корбут»[4] (2004, спогади);
- «Олеська земля – земля героїв» (2006)[5];
- «А ми не скорилися» (2007)[6];
- «А ми лишилися людьми: спогади» (2011)[7];
- «Без надії сподіваюсь...» (2013)[8].